# Phoenix (album al Charlottei Cardin)
Phoenix este albumul de studio de debut al cântăreței pop canadiene Charlotte Cardin, lansat pe 23 aprilie 2021 prin Cult Nation. 
Phoenix este albumul de studio de debut al cântăreței pop canadiene Charlotte Cardin, lansat pe 23 aprilie 2021 prin Cult Nation.